# 1988年巴基斯坦大选
1988年巴基斯坦大选于当年11月16日举行，选举巴基斯坦议会中全部217个由直接选举選出的国民议会议员，包括207個穆斯林議員和10個非穆斯林議員，另外20個女性議員在11月30日由當選議員選出。贝娜齐尔·布托领导的巴基斯坦人民党共獲得114席，取代了穆罕默德·齐亚·哈克将军领导的军人政府。这次选举是巴基斯坦人民党第二次赢得大选，贝娜齐尔·布托成为巴基斯坦以及穆斯林世界中的第一名女性政府首脑。

## 背景
在1977年3月7日举办的大选中，人民党取得了议会的绝大多数。然而在暴力和社会混乱中，巴基斯坦陆军参谋长齐亚·哈克将军发动名为公平行动的政变推翻了在选举中获胜的总理佐勒菲卡尔·阿里·布托，并实施戒严。1985年2月，巴基斯坦举行了无政党的大选，穆罕默德·汗·居内久成为总理。1998年5月29日，齐亚·哈克以“腐败和低效”为由解散了1985年选举出的国民议会并罢免总理居内久和其内阁并宣布于11月举行无政党大选。虽然齐亚·哈克依据巴基斯坦宪法第八修正案解散国民议会和罢免总理合法，但宪法规定政府解散90天内必须举行大选，齐亚·哈克宣布在11月举行大选与宪法相违背。

## 政党
齐亚于1988年8月意外死亡后，大选对政党的限制被取消。民主社会党人士和世俗政党重新联合起来组成巴基斯坦人民党，由佐勒菲卡尔·阿里·布托的女儿贝娜齐尔·布托领导。人民党保证会控制和处理巴基斯坦恐怖主义的问题，并限制工会的力量。而保守派的纳瓦兹·谢里夫则主张扩大工业化和私有化。自由派统一民族运动党（MQM）则抵制这场大选。人民党和穆斯林民主联盟以及其他党派共提名1370位候选人争夺237个国会议员席位。

## 结果
大选的投票率仅有43.5%。巴基斯坦人民党赢得了207个直选穆斯林席位（其中2席懸空）中的92个，10个直選非穆斯林席位的全數以及20個由當選議員選出的女性席位中的12个，共赢得了114个席位，从而赢得了大选。贝娜齐尔·布托成为第十一届总理，谢里夫则成为反对党领袖。

## 后续
选举后，人民党与人民国家党及独立议员组成联合政府，贝娜齐尔·布托于1988年12月2日上任巴基斯坦总理。1988年12月13日，以参议长身份接任巴基斯坦代总统的吴拉姆·伊沙克·汗在执政联盟的支持下连任。